# Константинов, Александр Васильевич
Алекса́ндр Васи́льевич Константи́нов (род. 14 сентября 1956, Свободный, Амурская область) — советский и российский археолог, краевед, доктор исторических наук (2004). Один из ведущих специалистов по археологии палеолита. Автор многочисленных научных и популярно-научных работ.

## Биография
В 1977 году окончил Читинский государственный педагогический институт им. Н. Г. Чернышевского, после чего долгие годы работал учителем истории в читинской средней школе № 19 и № 40, был заведующим школы № 3.
В 1992 году, под руководством А. Д. Столяра, защитил кандидатскую диссертацию «Древние жилища Чикойско-Мензинской провинции Западного Забайкалья» в Отделе гуманитарных исследований СО АН СССР. В 2004 году защитил докторскую диссертацию на тему «Древние жилища Забайкалья (палеолит, мезолит)».
С 1993 года стал старшим научным сотрудником ЧГПИ.
С 1995 года — доцент кафедры гуманитарных наук.
В 2002 году занял пост заведующего кафедры истории и теории культуры.
В 2009 году получил ученую степень профессора кафедры истории.

## Научная деятельность
Автор научных и научно-популярных книг и статей, в частности, по археологии и краеведению. Руководитель Чикойской археологической экспедиции. Под его началом велось огромное количество исследований, в частности масштабные археологические раскопки на комплексе Усть-Мензинских памятников в Красночикойском районе. А. В. Константинов возглавлял исследования древних поселений Косая-Шивера-1, Косая-Шивера-2 и других памятников. Среди наиболее известных достижений А. В. Константинова является открытие археологического комплекса Усть-Мензинских памятников.
Кроме этого, А. В. Константинов входит в состав диссертационного совета Института истории, археологии и этнографии народов Дальнего Востока ДВО РАН по специальностям — Отечественная история, Всеобщая история, археология, этнография и т. д.. Является редактором журнала «Гуманитарный вектор» и председателем Забайкальского регионального отделения Русского географического общества.